# Gudrun Stock
Gudrun Stock (Deggendorf, 23 maggio 1995) è un'ex pistard e ciclista su strada tedesca, vincitrice di una medaglia mondiale e due medaglie europee Elite nella specialità dell'inseguimento a squadre.

## Palmarès

### Pista
- 2011 (Juniores)

Campionati tedeschi, Inseguimento a squadre Junior (con Luisa Kattinger e Anna Knauer)
- 2013 (Juniores)

Campionati tedeschi, Inseguimento a squadre Junior (con Luisa Kattinger, Tatjana Paller e Anna Knauer)
- 2014

Campionati tedeschi, Inseguimento a squadre (con Tatjana Paller, Luisa Kattinger e Sabina Ossyra)
- 2015

Campionati tedeschi, Velocità a squadre (con Kristina Vogel)
- 2017

Campionati tedeschi, Inseguimento individuale
Campionati tedeschi, Inseguimento a squadre (con Lisa Küllmer, Christina Koep e Tatjana Paller)
- 2018

Campionati tedeschi, Inseguimento a squadre (con Charlotte Becker, Anna Knauer e Vanessa Wolfram)

### Strada

#### Altri successi
- 2021

Classifica traguardi volanti Healthy Ageing Tour

## Piazzamenti

### Competizioni mondiali
- Campionati del mondo su pista

Glasgow 2013 - Inseguimento a squadre Junior: 5ª
Glasgow 2013 - Inseguimento individuale Junior: 11ª
Cali 2014 - Inseguimento a squadre: 8ª
Saint-Quentin-en-Yvelines 2015 - Inseguimento a squadre: 7ª
Saint-Quentin-en-Yvelines 2015 - Scratch: 10ª
Londra 2016 - Inseguimento a squadre: 10ª
Hong Kong 2017 - Inseguimento a squadre: 14ª
Hong Kong 2017 - Inseguimento individuale: 9ª
Apeldoorn 2018 - Inseguimento a squadre: 5ª
Apeldoorn 2018 - Omnium: 11ª
Apeldoorn 2018 - Inseguimento individuale: 10ª
Pruszków 2019 - Inseguimento a squadre: 6ª
Berlino 2020 - Inseguimento a squadre: 3ª
- Giochi olimpici

Rio de Janeiro 2016 - Inseguimento a squadre: 9ª

### Competizioni europee
- Campionati europei su pista

Anadia 2014 - Inseguimento a squadre Under-23: 4ª
Anadia 2014 - Scratch Under-23: 10ª
Baie-Mahault 2014 - Inseguimento a squadre: 6ª
Baie-Mahault 2014 - Scratch: 8ª
Baie-Mahault 2014 - Inseguimento individuale: 15ª
Atene 2015 - Inseguimento a squadre Under-23: 2ª
Atene 2015 - Inseguimento individuale Under-23: 10ª
Atene 2015 - Scratch Under-23: 16ª
Grenchen 2015 - Inseguimento a squadre: 8ª
Grenchen 2015 - Inseguimento individuale: 5ª
Saint-Quentin-en-Yvelines 2016 - Inseguimento a squadre: 10ª
Saint-Quentin-en-Yvelines 2016 - Velocità a squadre: 7ª
Saint-Quentin-en-Yvelines 2016 - Inseguimento individuale: 7ª
Saint-Quentin-en-Yvelines 2016 - Omnium: 16ª
Anadia 2017 - Inseguimento individuale Under-23: 4ª
Anadia 2017 - Inseguimento a squadre Under-23: 3ª
Anadia 2017 - Omnium Under-23: 4ª
Anadia 2017 - Americana Under-23: 6ª
Berlino 2017 - Inseguimento a squadre: 8ª
Berlino 2017 - Inseguimento individuale: 6ª
Berlino 2017 - Omnium: 6ª
Glasgow 2018 - Inseguimento a squadre: 3ª
Glasgow 2018 - Inseguimento individuale: 6ª
Apeldoorn 2019 - Inseguimento a squadre: 2ª
Apeldoorn 2019 - Omnium: 9ª